# Rudi Agte
Rudolf „Rudi“ Agte (* 11. September 1891; † 18. Mai 1971) war ein deutscher Fußballspieler, -trainer und -funktionär beim Hamburger SV.

## Werdegang
Rudi Agte spielte als Verteidiger bereits vor dem Ersten Weltkrieg für den Hamburger SC Germania 1887 und wechselte 1914 zum Hamburger FC 1888, war also nacheinander für diese beiden Vorläufer des heutigen Hamburger Sportvereins aktiv. In den frühen 1920er Jahren war Agte Kapitän und zeitweise Spielertrainer von dessen Mannschaft. 1923 gewann er noch als Aktiver mit dem Hamburger SV die deutsche Meisterschaft, kam aber nur noch gelegentlich zum Einsatz. Zum zweiten deutschen Meistertitel führte Agte die Hamburger 1928 in einer Multifunktion als Trainer, Teamchef und Ligaausschussvorsitzender.